# Gai Cluvi Saxula
Gai Cluvi Saxula (en llatí Caius Cluvius Saxula) va ser un magistrat romà. Pertanyia a la família dels Cluvi, procedents de la Campània.
Va ser pretor l'any 175 aC per primera vegada i altre cop el 173 aC, però aquesta vegada pretor peregrí.